# 德比 (科羅拉多州)
德比（英語：Derby）是位於美國科羅拉多州亞當斯縣的一個人口普查指定地區。

## 地理
德比的座標為39°50′20″N 104°55′01″W / 39.83889°N 104.91694°W，而該地最高點為海拔高度1563米（即5128英尺）。

## 人口
根據2010年美國人口普查的數據，德比的面積為4.2平方千米，均為陸地。當地共有人口7685人，而人口密度為每平方千米1,829人。